# Ishockey Klubben Aarhus
Ishockey Klubben Aarhus eller IK Aarhus er en ishockeyklub i Aarhus med hjemmebane i Aarhus Skøjtehal. Klubben blev dannet på resterne af Århus Ishockey Klub, der blev nedlagt i 2008.
Klubben har både en ishockeyskole for interesserede børn i alderen 3-10 år, og en række hold der spiller turneringer mod andre hold. Klubbens førstehold debuterede i 1. division i sæsonen 2009-10.
Klubben har et langsigtet mål om at stille et hold i Metal Ligaen i sæsonen 2017-18.